# خسائر ما بعد الحصاد (الخضراوات)
خسائر مابعد الحصاد تتضمن جزئية ما بعد الحصاد جميع نقاط سلسلة القيم بداية من الإنتاج في الحقول وحتي وضع الطعام في الأطباق للاستهلاك .
فأنشطة ما بعد الحصاد تشمل الحصاد  والمعالجة والتخزين والتجهيز والتعبئة والنقل والتسويق.
تعد خسائر المنتجات البستانية مشكلة رئيسية في سلسلة ما بعد الحصاد . فهي تحدث نتيجة عدة عوامل مختلفة . بداية من ظروف النمو إلى التعامل في البيع بالتجزئة. ليس فقط أن الخسائر تعد أهدار للطعام بشكل واضح بل  تمثل إهدار مماثل للجهد البشري والمدخلات الزراعية، والكسب، والاستثمارات، والموارد القليلة مثل المياه .

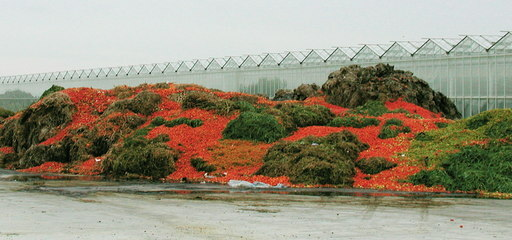
الطماطم المهدره في المشاتل في الأمم المتحده

يصعب حصر خسائر ما بعد الحصاد الخاصة بالمنتجات البستانية حيث أن في بعض الحالات يُباع كل ما يحصده الفلاح؛ وفي بعض آخر تكون الخسائر ضخمة. وأحيانا تصل الخسائر لنسبه %100 . فعندما يحدث انهيار للأسعار(تضخم اقتصادي) تصبح تكلفه حصاد وتسويق المنتج أكثر من تكلفة حرثه مره أخرى في الأرض .  وبالتالي يكون متوسط أرقام الخسائر في الغالب مضلل أو مخطئ . فيمكن أن تكمن الخسارة في الجودة ويتم قياسها حسب السعر المتحصل والقيمة الغذائية ويمكن أن تكون في الكمية.